# Sara Camara
Sara Camara (* 18. Juni 1940) ist ein ehemaliger malischer Leichtathlet.

## Erfolge
Camara ging 1964 in Tokio bei der ersten Teilnahme seines Landes an Olympischen Spielen im 100-Meter-Lauf an den Start. Er schied als Siebter seines Vorlaufes aus.